# The Roaring Silence
The Roaring Silence is het zevende studioalbum van de Britse rockband Manfred Mann's Earth Band. Het is zowel artistiek als commercieel het succesvolste album van de band.

## Muzikanten
- Manfred Mann – orgel, mellotron, synthesiser, zang
- Chris Slade – drums
- Colin Pattenden – basgitaar
- Chris Thompson – zang en gitaar
- Dave Flett - gitaar

Dit was het eerste album zonder zanger/gitarist Mick Rogers, die de band verliet na de opnames van het vorige album. Hij is vervangen door Chris Thompson en Dave Flett.  Mick Rogers zingt wel mee op dit album in het achtergrondkoor, dat verder bestaat uit Suzanne Lynch, Doreen Chanter en Irene Chanter. Verder zingt er een koor mee, bestaande uit twaalf personen. De saxofoon wordt bespeeld door componist en saxofonist Barbara Thompson, die ook gespeeld heeft op albums van Colosseum en de Keef Hartley band.

## Muziek
Dit album is wat toegankelijker en minder heavy dan de voorgaande albums. Er zitten meer melodieuze stukken in. Het opent met Blinded by the light van Bruce Springsteen, dat ook op single is uitgebracht. Singing the dolphin through is geschreven door Mike Heron, die deel heeft uitgemaakt van de folkgroep de Incredible Stringband.  Waiter there’s a yawn in my ear is live opgenomen met studio overdubs. The road to Babylon begint met een canon van de Engelse organist, componist en dirigent Philip Hayes. Starbird is geïnspireerd door het ballet Firebird van de Russische componist Igor Strawinski en het rustige en gevoelige Questions is gebaseerd op het pianostuk Inpromptu in G Flat Major van Franz Schubert.

### Kant een
1. Blinded by the light (Springsteen) – 7:08
2. Singing the dolphin through (Heron) – 8:19
3. Waiter, there’s a yawn in my ear (Mann) – 5:39

### Kant twee
1. The road to Babylon (Mann, Thomas, Pattenden) – 6:53
2. This side of Paradise (Mann, Thomas, Pattenden – 4:47
3. Starbird (Mann, Slade) – 3:09
4. Questions (Mann, Slade) - 4:00

### Her-uitgave (1998) met twee bonustracks
1. Spirits in the night (Springsteen) versie van 1977 - 3:16
2. Blinded by the light (Springsteen) singleversie – 3:49

## Album
Dit album is in 1976  opgenomen in de studio the Workhouse in Londen en uitgebracht op 27 augustus 1976 op Bronze Records voor Engeland en de rest van Europa en op Warner Bros. voor de Verenigde Staten. Dit album is geproduceerd door Manfred Mann en de Earth Band, met geluidstechnicus Laurence Latham.  Het is verkrijgbaar op Compact Disc  vanaf 1987. Er is een  herziene  uitgave met twee bonustracks verschenen in 1998 op Cohesion Records. De albumhoes is ontworpen door de Shirtsleeve Studio, die ook hoezen hebben ontworpen voor onder anderen  Jethro Tull en Steeleye Span. Op de voorkant van de hoes staat een groot oor afgebeeld, met daarin een gapende mond. De songtitel Waiter there’s a yawn in my ear betekent: Ober, er zit een gaap in mijn oor. Op de achterzijde van de hoes staat informatie over de band en het album, met de teksten en met foto’s van de bandleden.

## Ontvangst
The Roaring Silence is het best verkochte en meest gewaardeerde album van Manfred Mann’s Earth Band. AllMusic waardeert dit album met vier sterren (op een maximum van vijf). Het album bereikte in Groot-Brittannië een tiende plaats, in de Verenigde Staten ook een tiende en in Nederland een elfde plek.
De single Spirits in the night haalde in Nederland een tiende plaats en in de Verenigde Staten nummer 97. Blinded by the light haalde in de VS een eerste plaats, in Engeland een zesde en in Nederland nummer  19. Omdat Blinded by the light zoveel succes had in de Verenigde Staten, werd de single Spirits in the night in 1977 opnieuw uitgebracht, nu met zanger Chris Thompson. Dat resulteerde in een  veertigste plek in de VS.